# エノック・ソントンガ
エノック・マンカイ・ソントンガ（Enoch Mankayi Sontonga, 1873年 - 1905年4月18日）は、ケープ植民地（現・南アフリカ共和国）オイテンハーヘ出身の作曲家。
コサ語の賛美歌Nkosi Sikelel' iAfrika（日本語訳：神よ、アフリカに祝福を）を作曲したことで最もよく知られており、この賛美歌は南アフリカの国歌など、複数の国や団体で採用されている。

## 生涯
1873年、ケープ植民地のオイテンハーヘにて出生。ラブデール学校で教師としての訓練を受け、その後ヨハネスブルグ近郊のナンスフィールドにあるメソジスト・ミッション・スクールで教師および聖歌隊指揮者として8年間働いた。
1897年、学校の校歌として"Nkosi Sikelel' iAfrika"が作詞・作曲された。 この歌は、1899年にツォンガ人（シャンガーン人）メソジスト教会の初代牧師であったムボエニ牧師の叙任式で初めて公に歌われた。その後、コサ語の詩人サミュエル・ムカイがさらに7つの詩を書いた。
ソントンガは1905年4月18日に亡くなった。死亡証明書によると、彼の死因は（水が安全ではなかった当時としては一般的な）胃腸炎と虫垂穿孔だったとされている。

## 家族
アフリカン・メソジスト・エピスコパル教会の牧師の娘であるダイアナ・ムギビサと結婚し、息子をもうけた。ムギビサは1939年に亡くなった。

## 遺産

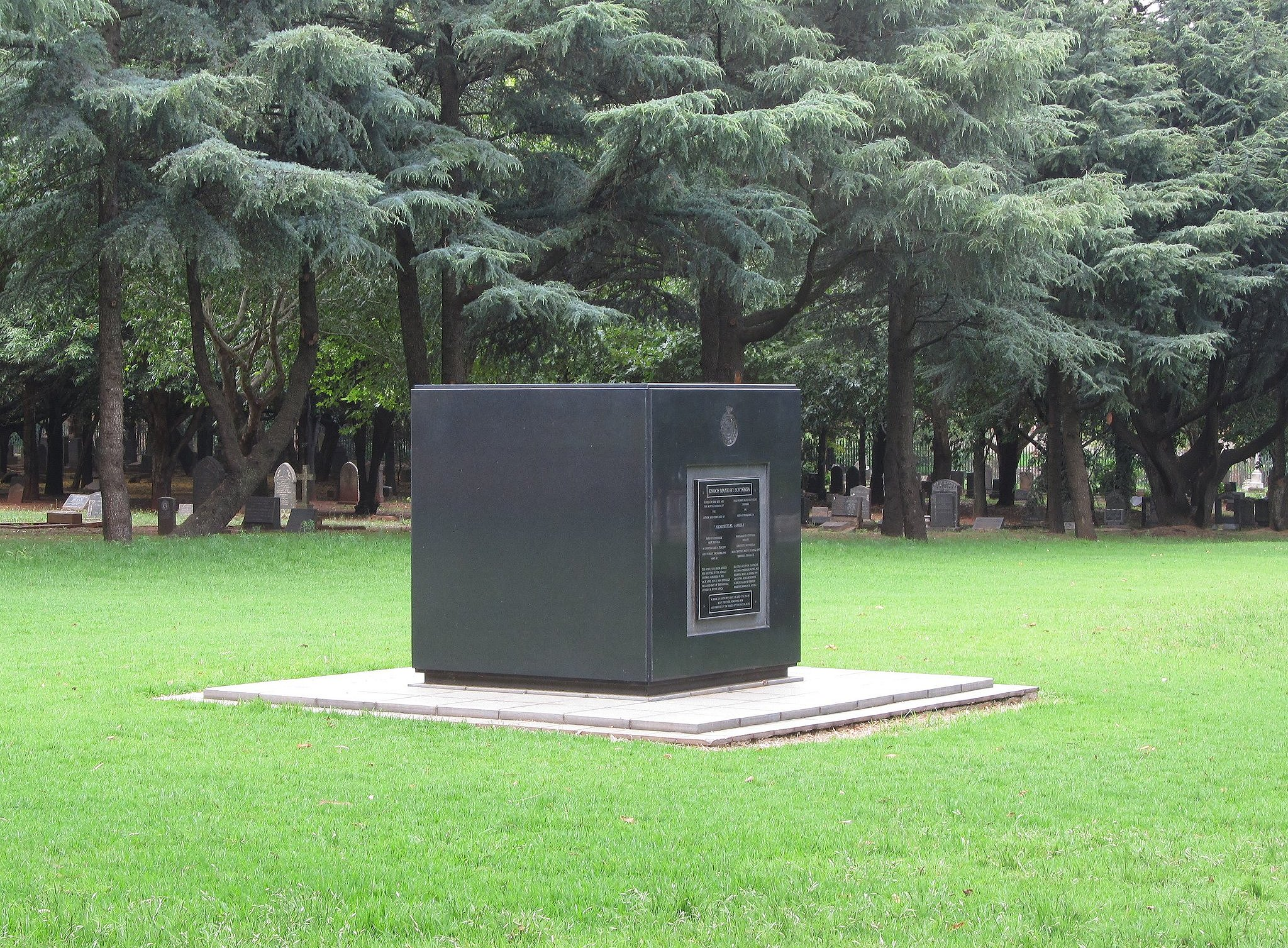
ブラームフォンテン墓地にあるソントンガの墓

Nkosi Sikelel' iAfrikaは、ジョン・ランガリバレレ・デュベのオーランジ研究所の合唱団が使用してから、さらによく知られるようになった。彼らは、1912年にアフリカ民族会議の集会でこの歌を演奏した。この歌は1925年から閉会式の公式賛歌として採用された。この歌は 1923年にはロンドンで「Nkosi sikelel' iAfrika」として録音され、1927年にラブデール プレスから出版された。
ソントンガの墓所は長年不明だったが、1990年代初頭にヨハネスブルグ・ブラームフォンテン墓地のネイティブ・クリスチャン・セクションにあることが判明した。墓所が長年行方不明だった理由の1つは、墓碑に刻まれた名前が姓の「ソントンガ」ではなく「エノック」で登録されていたことによる。
1996年9月24日、ソントンガの墓は国定記念物に指定され、ネルソン・マンデラ大統領によってその場所に記念碑が建てられた。同じ式典では、ソントンガに南アフリカ功労勲章 (金) が授与された。
2017年、南アフリカの自由の日に合わせて、ソントンガを描いたGoogle Doodleが公開された。